# Истод
Исто́д (лат. Polýgala) — двудольные многолетние травы, полукустарники или кустарники; род семейства Истодовые (Polygalaceae).

## Название
В древние времена было поверье, что эти растения влияют на увеличение молока у скота, отсюда и название растения: Polygala (от греч. πολύς + γάλα — много + молоко).
У растения много русских местных названий: истод-дерево, истодот, сорокаприточник, змеевые головки, родимцевая, крестовник, измодик, коница.

## Ботаническое описание
Чашечка пятилистная, по отцветании остающаяся при плоде. Два внутренних чашелистика (крылышка) крупнее остальных и ярко окрашены. Лепестков от трёх до пяти, сросшихся в различной степени. Из них наружный (лодочка) в виде желобка.
Коробочка сплюснутая с боков, обратносердцевидная. Семена с зубчатым присемянником, верхушка его изогнутая, расширенная, обыкновенно разделённая на две неравные лопасти; завязь верхняя, двугнёздая, в каждом гнезде развивается по одному висячему семени. Семя голое или волосистое, с присемянником (лат. arillus), с белком или без белка.

## Распространение и экология
Представители этого рода растут почти во всех умеренных и тёплых климатических зонах.
На территории России виды истода растут по лугам, холмам, полянам и в кустарниках; некоторые из них (Polygala sibirica и др.) предпочитают известковые склоны, а один вид, истод горький (Polygala amara), растёт по сырым лугам. Цветут они обыкновенно с мая по июль и даже по сентябрь (Polygala comosa); цветки имеют разнообразную окраску даже у одного и того же вида.

## Значение и применение
В народной медицине Polygala comosa и Polygala amara употребляются от рака, водянки и чахотки, а Polygala vulgaris употребляется как мочегонное средство, а также взамен зелёного чая.

## Охранный статус
Истод обыкновенный (Polygala vulgaris) и Истод хохлатый (Polygala comosa) внесены в Красную книгу Республики Коми.

## Классификация

### Таксономия
- Polygala L., 1753, Sp. Pl. : 701

Род Истод относится к семейству Истодовые (Polygalaceae) порядка Бобовоцветные (Fabales), который последовательно включается в клады Фабиды → Розиды → Суперрозиды → Эвдикоты → Цветковые растения. Таксономическая схема в соответствии с Системой APG IV по состоянию на декабрь 2023 года:
|  |                          |  |                                   |                                   |                     |  | еще 3 семейства |              |              |                                                                 |
|  |                          |  |                                   |                                   |                     |  |                 |              |              | 673 подтвержденных вида и 240 таксонов, ожидающих подтверждения |
|  |                          |  |                                   | порядок Бобовоцветные             |                     |  |                 |              | род Истод    |                                                                 |
|  |                          |  |                                   | порядок Бобовоцветные             |                     |  |                 |              | род Истод    |                                                                 |
|  | клада Цветковые растения |  |                                   |                                   | семейство Истодовые |  |                 |              |              |                                                                 |
|  | клада Цветковые растения |  |                                   |                                   |                     |  |                 |              |              |                                                                 |
|  |                          |  | ещё 63 порядка цветковых растений | ещё 63 порядка цветковых растений |                     |  |                 | еще 28 родов | еще 28 родов |                                                                 |
|  |                          |  |                                   | ещё 63 порядка цветковых растений |                     |  |                 |              | еще 28 родов |                                                                 |

### Виды
Некоторые из них:
- Polygala alba Nutt. — Истод белый
- Polygala amara L. — Истод горький
- Polygala amarella Crantz — Истод горьковатый
- Polygala arillata Buch.-Ham. ex D.Don — Истод присемянниковый
- Polygala butyracea Heckel — Истод масличный
- Polygala chamaebuxus L. — Истод самшитовидный, или стелющийся
- Polygala chinensis L. — Истод китайский
- Polygala comosa Schkuhr — Истод хохлатый
- Polygala cornuta Kellogg — Истод рогатый
- Polygala crotalarioides Buch.-Ham. ex DC. — Истод кроталяриевидный
- Polygala floribunda Benth. — Истод обильноцветущий
- Polygala fruticosa P.J.Bergius — Истод кустарниковый
- Polygala lewtonii Small — Истод Льютона
- Polygala lutea L. — Истод жёлтый
- Polygala major Jacq. — Истод большой
- Polygala microphylla L. — Истод мелколистный
- Polygala myrtifolia L. — Истод миртолистный
- Polygala nicaeensis Risso ex W.D.J.Koch — Истод никейский
- Polygala paniculata L. — Истод метельчатый
- Polygala paucifolia Willd. — Истод малолистный
- Polygala polygama Walter — Истод двудомный
- Polygala rugelii Shuttlew. ex Chapm. — Истод Ругеля
- Polygala sanguinea L. — Истод кроваво-красный
- Polygala senega L. — Истод сенега
- Polygala serpyllifolia Hosé — Истод тимьянолистный
- Polygala sibirica L. — Истод сибирский
- Polygala smallii R.R.Sm. & D.B.Ward — Истод Смолла
- Polygala tenuifolia Willd. — Истод тонколистый
- Polygala verticillata L. — Истод мутовчатый
- Polygala violacea Aubl. — Истод фиолетовый
- Polygala vulgaris L. typus[6] — Истод обыкновенный
- Polygala wattersii Hance — Истод Уоттерса

### Синонимы
- Anthalogea Raf.
- Brachytropis Rchb.
- Galypola Nieuwl.
- Isolophus Spach
- Microlophium Fourr.
- Pilostachys Raf.
- Pilostaxis Raf.
- Plostaxis Raf.
- Senega Spach
- Senegaria Raf.
- Sexilia Raf.
- Tricholophus Spach